# 天林乡
天林乡，是中华人民共和国四川省南充市阆中市曾经下辖的一个乡。2019年10月，撤销天宫乡和天林乡，设立天宫镇，以原天宫乡和原天林乡所属行政区域为天宫镇的行政区域。

## 行政区划
天林乡撤销前下辖以下地区：
天林村、五龙村、中心村、杨寺垭村、桥楼村和金星村。